# هوانکویهو گروپ
هوانکویهو گروپ (به اسپانیایی: Grupo Huanquihue) یک کوه در شیلی است که در آرژانتین واقع شده‌است. هوانکویهو گروپ ۲٬۱۳۹ متر بالاتر از سطح دریا واقع شده‌است.